# Dobšice u Týna nad Vltavou
Dobšice (deutsch Dobschitz) ist eine Gemeinde im Okres České Budějovice in Tschechien. Sie liegt fünf Kilometer südöstlich von Týn nad Vltavou.

## Geographie
Dobšice wird durch die Silnice II/147 und weitere kleinere Landstraßen angebunden. An der westlichen Grenze der Gemeinde verläuft der Fluss Děkanský potok.
An Dobšice grenzt Žimutice im Norden, Südwesten und im Südosten, Bečice im Osten, Horní Kněžeklady im Süden und Týn nad Vltavou im Westen.

## Geschichte
Der erste schriftliche Nachweis stammt von 1437 aus einer Bestätigung Kaiser Sigismunds für Diepolt von Riesenberg über dessen Erbe. 1528 wurde Oldřich Radkovský z Mirovic Herr auf Dobšice, ihm folgen weitere Adelsgeschlechter, darunter die Sternberger, bis der Ort 1711 an die Schwarzenberger kam.
1909 wurde die Freiwillige Feuerwehr Dobšice gegründet, die auch kulturell sehr aktiv ist und den Feuerwehrball sowie Sommerfeste für die Kinder organisiert.
Im Osten des Dorfes liegt ein ehemaliger Truppenübungsplatz, den die Gemeinde übernehmen will.
Zur Gemeinde gehört der Hof Branovice, der bereits 1396 als Besitz der Herrschaft Žimutice erwähnt wurde. Die Berní rula weist ihn 1654 als Adelssitz aus. Nach mehreren Besitzerwechseln wurde der zum Hof gehörige Grundbesitz bei der Bodenreform in der ersten Republik nach 1920 aufgeteilt und der Hof an Matěj Sýkorov verkauft, dessen Nachkommen ihn noch immer besitzen.
In Dobšice besteht eine örtliche Bücherei und ein Kulturhaus, das das Zentrum des dörflichen Lebens darstellt und 1989 renoviert wurde. Außerdem gibt es noch einen Kolonialwarenladen.

## Gemeindegliederung

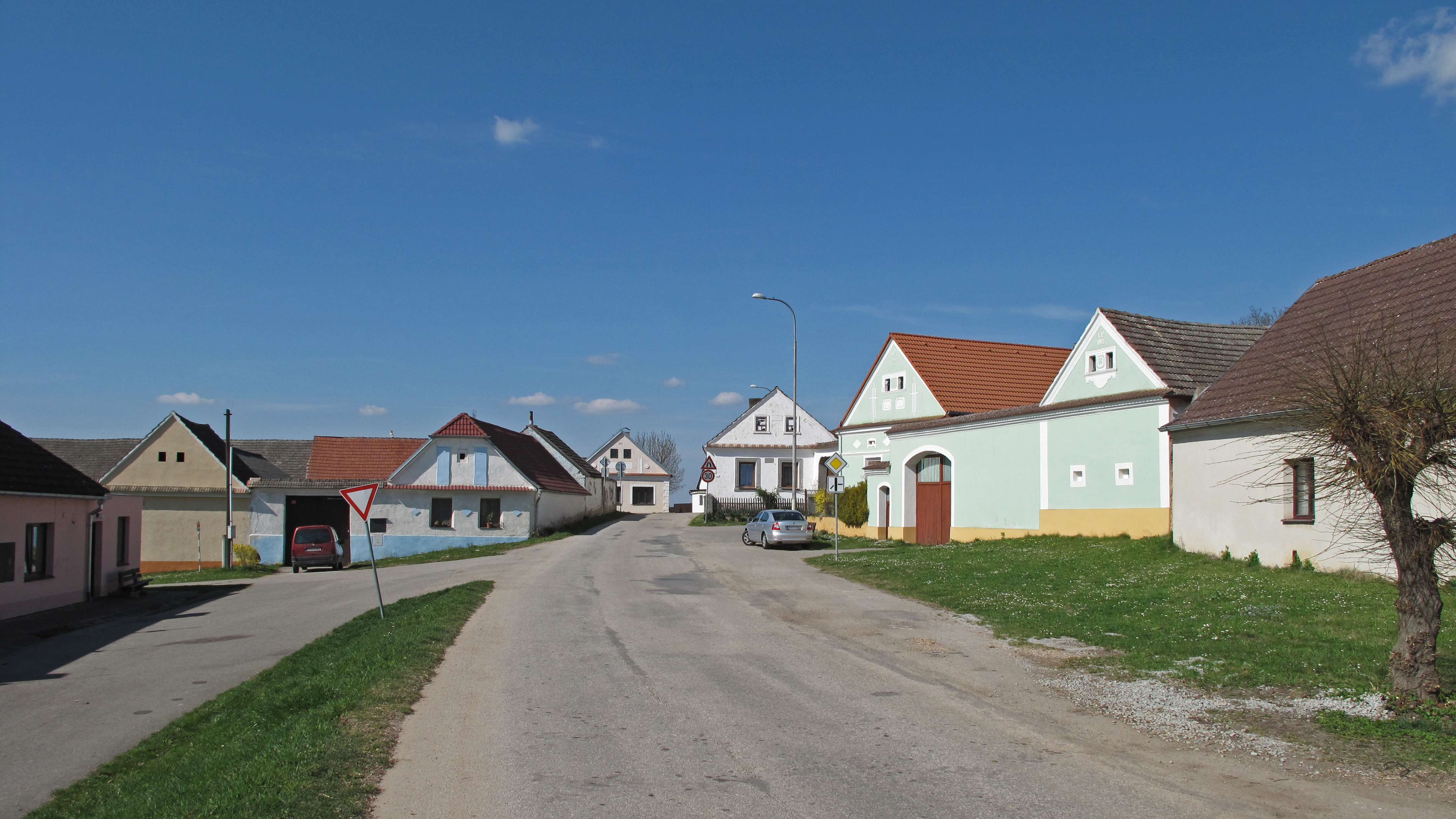
Straße in Dobšice

Für die Gemeinde Dobšice sind keine Ortsteile ausgewiesen. Zu Dobšice gehört der Wohnplatz Branovice (Wranowitzer Hof).

## Bevölkerungsentwicklung
| Jahr      | 1869 | 1880 | 1890 | 1900 | 1910 | 1921 | 1930 | 1950 | 1961 | 1970 | 1980 | 1991 | 2001 | 2011 | 2021 |
| --------- | ---- | ---- | ---- | ---- | ---- | ---- | ---- | ---- | ---- | ---- | ---- | ---- | ---- | ---- | ---- |
| Einwohner | 207  | 187  | 201  | 213  | 205  | 195  | 190  | 119  | 160  | 132  | 123  | 116  | 116  | 103  | 114  |